# كارليسلي آدامز
كارليسلي آدامز هو عالم حاسوب ومهندس كندي، ولد في القرن العشرين.